# چارلز آر. باکالاو
چارلز آر. باکالاو (به انگلیسی: Charles R. Buckalew) سناتور سابق عضو حزب دموکرات ایالات متحده آمریکا بود. وی در سال ۱۸۶۳ تا ۱۸۶۹ میلادی سناتور ایالت پنسیلوانیا در سنای ایالات متحده آمریکا بود.